# Коновалов, Владимир Иванович
Владимир Иванович Коновалов — советский хозяйственный, государственный и политический деятель.

## Биография
Родился в 1928 году. Член КПСС.
В 1968 — первый секретарь Куйбышевского районного комитета КПСС города Москвы.
В 1968—1974 — первый секретарь Сокольнического районного комитета КПСС города Москвы.
В 1974—1982 — заместитель председателя исполнительного комитета Московского городского Совета депутатов трудящихся.
В 1982—1988 — заместитель министра автомобильной промышленности СССР.
С 1988 — персональный пенсионер союзного значения.
После 1991 — член Совета старейшин при Мэре Москвы.
Делегат XXIV съезда КПСС.
Жил в Москве.

## Награды
- Орден Дружбы народов (14.11.1980)